# 전자계전기

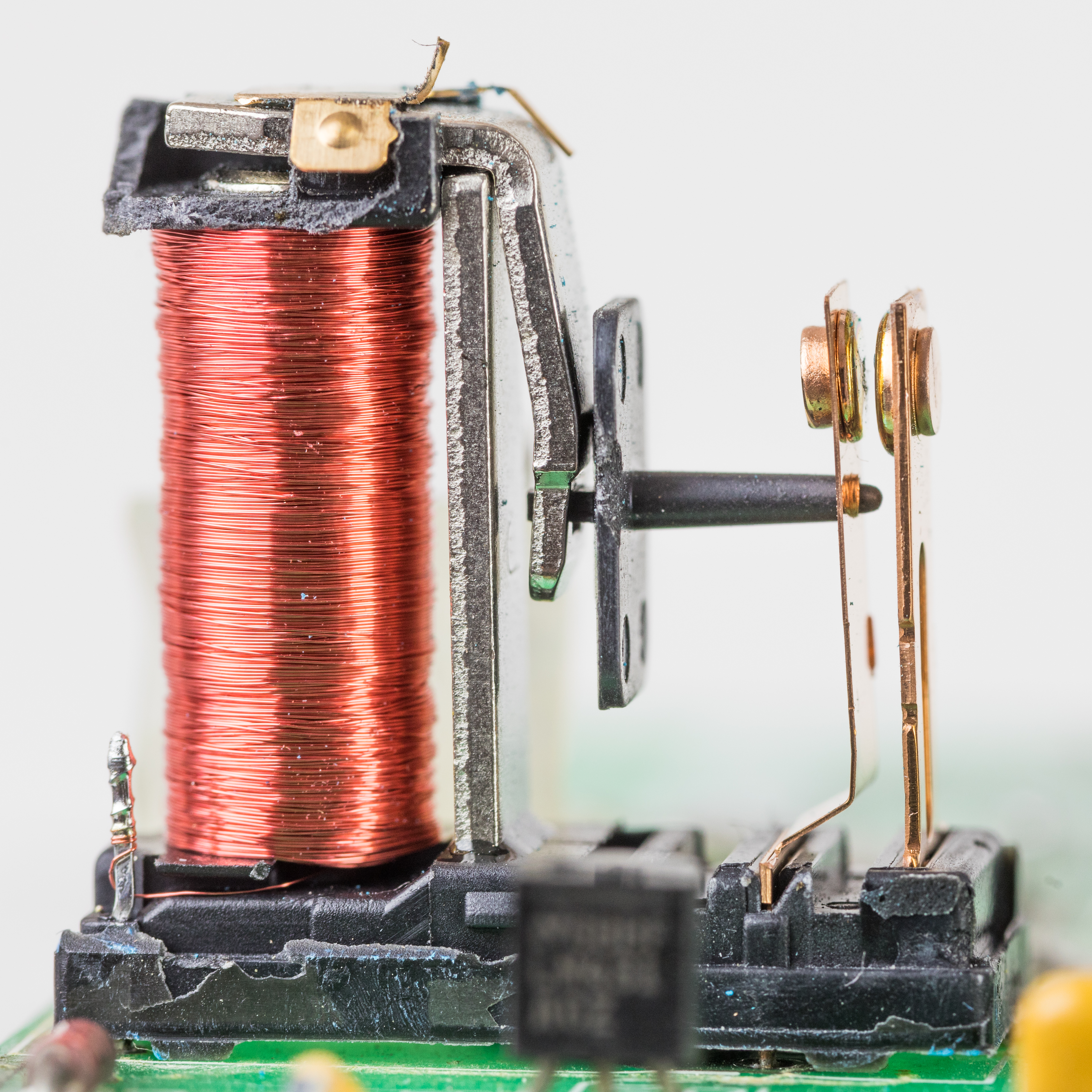

전자계전기 또는 계전기(relay)는 전기적으로(electrically) 작동하는 즉, 수동으로 온 · 오프하는 것이 아닌 전기를 이용해 자동으로 작동시키는 스위치다. 전류가 흐르면 전기의 자기 작용에 의해 계전기에 있는 코일이 여자(자기화)되어 접점을 이동하는 장치로, 보통 엘리베이터, 공압장치 등과 같은 분야에 많이 쓰인다. 컴퓨터가 고성능화 되기 이전엔 많이 쓰였으나, 약 2만 5천번의 유효 사용 횟수나 정확도가 떨어진다는 등 여러 가지 단점이 있다.
8핀,11핀이 있고, 그 외에도 20핀도 있으나, 대부분은 8핀과 11핀이 많이 쓰인다. 8핀의 경우 전원은 2번과 7번이고, a접점은 1-3,8-6이고, b접점은 1-4,8-5이다.
이런 것 외에도 타이머 기능이 추가된 플리커 릴레이도 있다.

## 종류

### 보호 계전기
보호 계전기는 종종 하나 이상의 코일이 있는 복잡한 전기기계 장치이며, 전기회로의 동작 조건을 계산하고, 고장이 검출되었을 때 차단기를 트립시키게 되어 있다. 대개 동작 임계전압과 동작 시간이 고정되어 있고 부정확하게 설정된 스위칭 타입 계전기와는 다르게, 보호 계전기는 시간/전류 곡선(또는 다른 동작 특성)이 정밀하게 설정되어 있고, 선택 가능하다. 이러한 계전기는 유도 디스크, 셰이디드 폴 자석, 기동 정지 코일, 솔레노이드형 동작자(solenoid-type operators), 전화용 계전기 유형의 접점(telephone-relay style contacts), 위상 천이 네트워크를 사용하여 정밀하다. 보호 계전기는 과전류, 지락과전류, 역전력 조저전압초 과하거나 부족한 주파수 등과 같은 조건에 반응한다. 더욱이 거리 계전기는 변전소로부터 일정 거리만큼 떨어진 지점에서 고장 발생시 트립한다. 중요한 송전선이나 발전기는 수 많은 개별적인 전기기계 장치와 함께 계통을 보호해주는 큐비클 설비를 가지고 있다. 계전기의 다양한 보호 기능들은 표준 ANSI 기계기구 번호로 표시된다. 예를 들면, 51번 기능을 가지고 있는 계전기는 한시형 과전류 보호 계전기이다. 단, 대한민국에서는 ANSI 기계기구 번호와 약간 다른 대한민국의 내선규정의 기구번호를 따른다.
이러한 보호 계전기의 설계와 이론은 전력공학을 전공하는 전기 엔지니어에게 중요한 교육 과정이다. 오늘날 이러한 장치들은 거의 전부, 기존 기기와 같은 동작을 하며 더욱 정밀하고 응용하기 편리한 마이크로프로세서 기반의 기기, 디지털 계전기(numerical relays)들로 대체되었다. 하나의 장치에 몇가지 기능을 조합함으로써, 디지털 계전기는 전기기계적 계전기에 비해 금전적 비용과 유지 비용을 절약하게 한다. 그렇지만, 긴 수명 때문에 전기기계적 계전기는 여전히 전 세계적으로 송전선과 다른 전기 기구들을 보호하는 곳에 쓰인다.

### 과전류 계전기
과전류 계전기는 보호 계전기의 한 종류로서 부하 전류가 설정된 값을 초과할 때 동작한다. 순시형 과전류 계전기의 ANSI 기구 번호는 50번이고, 한시형 과전류 계전기의 번호는 51번이다. 대한민국 내선 규정에서 정한 과전류 계전기의 기구번호는 51번이고 한국에서는 주로 EOCR(Electronic OverCurrent Relay)이라고 표현한다. 주로 과전류 계전기는 변류기에 연결되고, 값이 설정되어 있어서 특정한 전류값 이상일 때 동작한다. 계전기가 동작하면 하나 이상의 접점이 동작하고 차단기가 차단된다.

### 플리커 릴레이
플리커 릴레이는 전기기능사 실기, 승강기기능사 실기 공조냉동기계기능사 실기 등등의 시험과 학부 또는 직업학교 등에서 접할 수 있는데, 코일이 여자되면 타이머처럼 시간을 설정해서 그 시간에 도달하면, 한시동작 한시복귀라는 동작 방식으로 코일에 전원이 차단되기 전까지 접점이 붙었다가 떨어졌다를 반복하는 계전기이다.

## 같이 보기
- 계전기
- 반도체 릴레이